# Контамин, Филипп
Филипп Контамин (фр. Philippe Contamine) (род. 7 мая 1932 года — 26 января 2022 года) — французский историк Средневековья, специалист по военной истории и истории дворянства.
Контамин был президентом Академии надписей и изящной словесности, Société de l’histoire de France и Societe des Antiquaires de France. Преподавал в Университете Нанси, Университете Западный Париж — Нантер-ля-Дефанс и Университете Парижа IV (Париж-Сорбонна). Был офицером Почетного легиона и членом Королевского исторического общества.
Умер 26 января 2022 года в возрасте 89 лет.